# Альденхофен
Альденхофен (нем. Aldenhoven) — община в Германии, в земле Северный Рейн-Вестфалия.
Подчиняется административному округу Кёльн. Входит в состав района Дюрен. Население составляет 13 992 человека (на 31 декабря 2010 года). Занимает площадь 44,26 км².

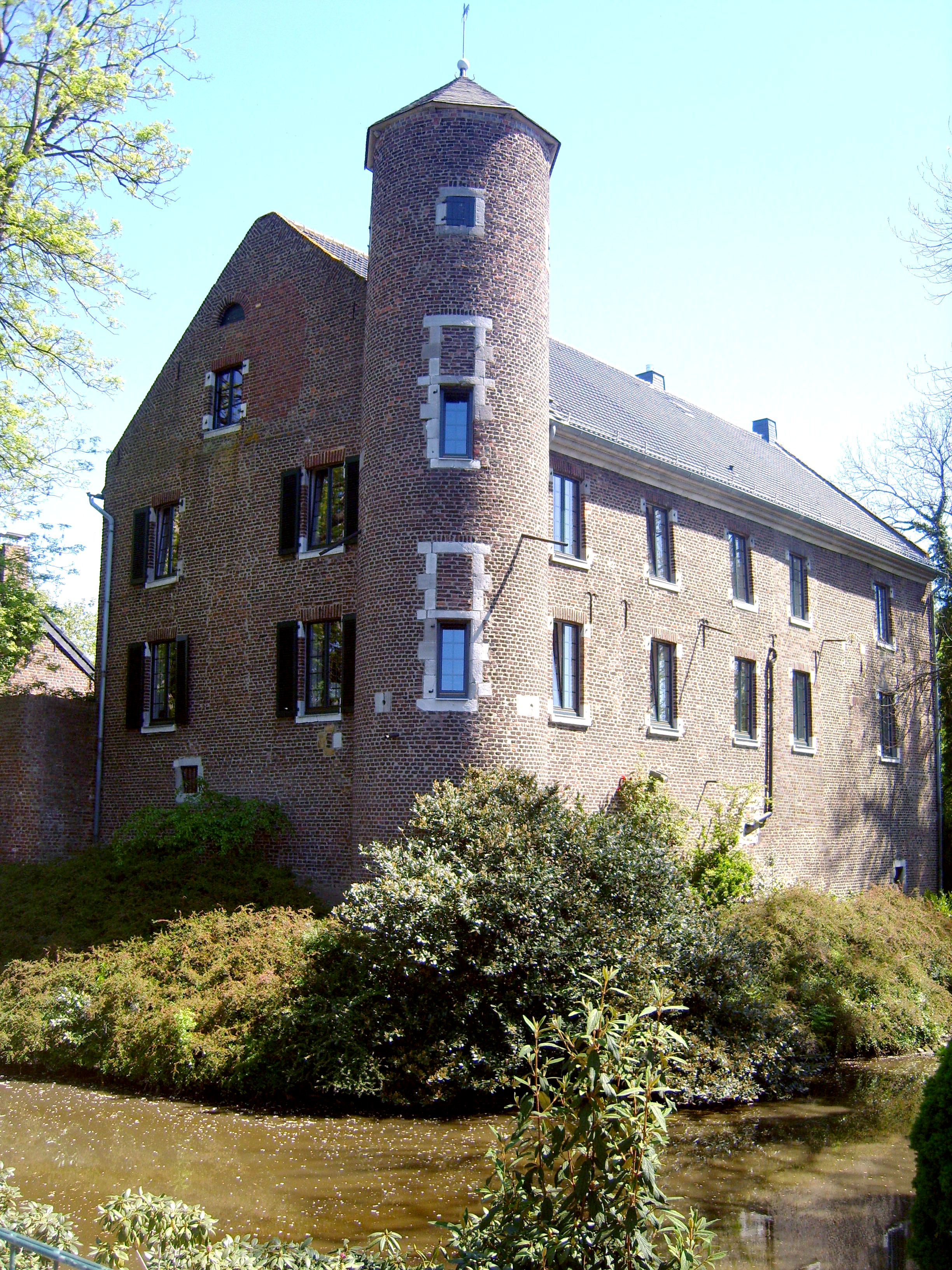
Замок Дюбослар

Коммуна подразделяется на 7 сельских округов.